# 노름 (체스)
노름(Norm)은 체스에서 체스 토너먼트에서 취득한 높은 수준의 성과를 의미한다. 성과 수준은 일반적으로 특정 임계값(예: GM 노름의 경우 2600)을 초과하는 토너먼트 퍼포먼스 레이팅으로 측정되며, 토너먼트 수준에 대한 요구 사항이 있다. 예를 들어, 특정 타이틀/수준을 가진 참가자의 최소 수가 정해져 있다. 여러 노름은 FIDE로부터 그랜드마스터와 같은 타이틀을 받기 위한 요구 사항 중 하나이다.

## 그랜드마스터 노름
국제 체스 연맹인 FIDE가 수여하는 체스 그랜드마스터(GM) 타이틀 자격을 얻으려면 선수는 최소 27게임을 포함하는 대회에서 3개 이상의 그랜드마스터 노름을 달성해야 한다. 노름은 FIDE의 엄격한 기준을 충족하는 토너먼트에서만 획득할 수 있다. 예를 들어, 최소 3명의 다른 국가 출신 GM 타이틀 선수가 참가해야 하며, 최소 9라운드를 진행해야 하고, 한 라운드당 생각 시간은 120분 이상이어야 한다(게임이 60수 지속된다고 가정할 때, 예를 들어 90분 + 수당 30초도 해당). 국제 심판이 대회를 주재해야 하는 등 몇 가지 사소한 조건들도 있다.
노름을 따러는 선수는 최소 2600의 토너먼트 퍼포먼스 레이팅(TPR)을 달성해야 한다.
FIDE는 현재 타이틀 규정을 웹사이트에 게시한다.

## 기타 FIDE 노름
인터내셔널 마스터 (IM), 여자 인터내셔널 마스터 (WIM), 여자 그랜드마스터 (WGM) 타이틀에는 덜 엄격한 노름 요구 사항이 있다.

## 국가 기관에서
2009년 3월, 미국 체스 연맹은 자체 타이틀 체계를 도입했다. 이 시스템은 "라이프 시니어 마스터"부터 "4등급"까지 7가지 다른 수준의 타이틀을 얻기 위해 5개의 노름을 요구한다. 이 노름의 요구 사항은 FIDE 노름보다 덜 엄격하다.